# Inga goniocalyx
Inga goniocalyx là một loài rau đậu thuộc họ Fabaceae.
Loài này chỉ có ở British Columbia.